# Salts al Campionat del Món de natació de 2013 – 10 metres plataforma masculí
La prova de 10 metres plataforma es va disputar entre el 27 i el 28 de juliol de 2013 a la Piscina Municipal de Montjuïc de Barcelona. La preliminar i la semifinal es van celebrar el dia 27 i la final el dia 28.

## Resultats
Blau: Classificats per la semifinal
Verd: Classificats per la final
| Posició | Saltador           | País            | Preliminar | Preliminar | Semifinal | Semifinal | Final  | Final   |
| Posició | Saltador           | País            | Punts      | Posició    | Punts     | Posició   | Punts  | Posició |
| ------- | ------------------ | --------------- | ---------- | ---------- | --------- | --------- | ------ | ------- |
| 1       | Qiu Bo             | R.P. de la Xina | 524.40     | 1          | 457.55    | 6         | 581.00 | 1       |
| 2       | David Boudia       | Estats Units    | 503.30     | 2          | 534.40    | 1         | 517.40 | 2       |
| 3       | Sascha Klein       | Alemanya        | 482.55     | 4          | 505.85    | 3         | 508.55 | 3       |
| 4       | Germán Sánchez     | Mèxic           | 449.90     | 7          | 473.40    | 5         | 506.35 | 4       |
| 5       | Iván García        | Mèxic           | 423.80     | 9          | 522.60    | 2         | 502.75 | 5       |
| 6       | Tom Daley          | Regne Unit      | 406.40     | 13         | 452.70    | 7         | 470.60 | 6       |
| 7       | Oleksandr Bondar   | Ucraïna         | 457.70     | 5          | 442.85    | 11        | 464.75 | 7       |
| 8       | Victor Minibaev    | Rússia          | 486.55     | 3          | 480.30    | 4         | 449.75 | 8       |
| 9       | Vadim Kaptur       | Belarús         | 425.90     | 8          | 430.65    | 12        | 447.30 | 9       |
| 10      | Jeinkler Aguirre   | Cuba            | 416.10     | 11         | 452.15    | 8         | 417.30 | 10      |
| 11      | Sergey Nazin       | Rússia          | 382.90     | 17         | 447.20    | 10        | 410.10 | 11      |
| 12      | Andrea Chiarabini  | Itàlia          | 418.60     | 10         | 451.70    | 9         | 370.75 | 12      |
| 13      | Juan Rios Lopera   | Colòmbia        | 404.35     | 14         | 421.05    | 13        | 18     | 13      |
| 14      | Ooi Tze Liang      | Malàisia        | 412.55     | 12         | 411.75    | 14        | 17     | 14      |
| 15      | Kim Sun-Bom        | Corea del Nord  | 377.20     | 18         | 411.30    | 15        | 16     | 15      |
| 16      | Anton Zakharov     | Ucraïna         | 400.55     | 16         | 396.50    | 16        | 15     | 16      |
| 17      | Lin Yue            | R.P. de la Xina | 456.00     | 6          | 387.10    | 17        | 14     | 17      |
| 18      | Dominik Stein      | Alemanya        | 403.45     | 15         | 325.05    | 18        | 13     | 18      |
| 19      | Harry Jones        | Estats Units    | 375.00     | 19         | 12        | 19        | 12     | 19      |
| 20      | Robert Páez        | Veneçuela       | 367.25     | 20         | 11        | 20        | 11     | 20      |
| 21      | Jesper Tolvers     | Suècia          | 359.10     | 21         | 10        | 21        | 10     | 21      |
| 22      | Maicol Verzotto    | Itàlia          | 355.10     | 22         | 9         | 22        | 9      | 22      |
| 23      | Espen Valheim      | Noruega         | 344.45     | 23         | 8         | 23        | 8      | 23      |
| 24      | Lev Sargsyan       | Armènia         | 333.40     | 24         | 7         | 24        | 7      | 24      |
| 25      | Daniel Jensen      | Noruega         | 328.45     | 25         | 6         | 25        | 6      | 25      |
| 26      | So Myong-Hyok      | Corea del Nord  | 324.05     | 26         | 5         | 26        | 5      | 26      |
| 27      | Woo Ha-Ram         | Corea del Sud   | 321.90     | 27         | 4         | 27        | 4      | 27      |
| 28      | Daniel Goodfellow  | Regne Unit      | 318.55     | 28         | 3         | 28        | 3      | 28      |
| 29      | Yumandy Paz Gamboa | Cuba            | 305.05     | 29         | 2         | 29        | 2      | 29      |
| 30      | Kim Yeong-Nam      | Corea del Sud   | 297.15     | 30         | 1         | 30        | 1      | 30      |